# William G. Dever
William G. Dever és un arqueòleg nord-americà, especialista en la història de l'Israel bíblic. Va ser professor d'Arqueologia de la Universitat d'Arizona, Tucson, 1975 a 2002. Va ser director de les excavacions a Gezer 1966-71, 1984 i 1990, director de l'excavació a Khirbet el-Kom i Jebel Qacaqir (Ribera Occidental) 1967-1971; investigador principal en les excavacions de Tell al-Hayyat (Jordània) 1981-1985, i el subdirector de l'expedició de la Universitat d'Arizona al Idàlion, Xipre, 1991, entre altres excavacions.
William G. Dever conclou que monoteisme a la Bíblia és un fenomen artificial, el producte de l'elit, els partits nacionalistes que van escriure i van editar la Bíblia hebrea durant l'Exili babilònic com a resposta al trauma de la conquesta i, posteriorment, executades a la seva terra natal durant els primers anys del període persa. Dever també ens recorda que la religió popular i el paper de la deessa no va desaparèixer sota el yavisme monoteista oficial, sinó que va passar a la clandestinitat, per trobar un lloc en la màgia i en el misticisme del judaisme posterior.

## Publicacions
- (2001), What Did the Biblical Writers Know and When Did They Know It? What Archaeology Can Tell Us about the Reality of Ancient Israel, Eerdmans ISBN 0-8028-4794-3
- (2003), Who Were the Early Israelites and Where Did They Come from?, Eerdmans ISBN 0-8028-0975-8
- (2005), Did God Have a Wife?: Archaeology and Folk Religion in Ancient Israel, Déu té una dona?, Eerdmans ISBN 0-8028-2852-3

Una llista completa de publicacions del Dr Dever es troba disponible a la Universitat d'Arizona * online CV for him Arxivat 2010-06-27 a Wayback Machine..